# Patrick Barnes
Patrick Gerard Barnes –conocido como Paddy Barnes– (Armoy, Reino Unido, 9 de abril de 1987) es un deportista irlandés que compite en boxeo.
Participó en tres Juegos Olímpicos de Verano, entre los años 2008 y 2016, obteniendo dos medallas de bronce, en Pekín 2008 y Londres 2012, ambas en el peso minimosca. Ganó dos medallas en el Campeonato Europeo de Boxeo Aficionado, oro en 2010 y plata en 2013.

## Palmarés internacional
| Juegos Olímpicos   | Juegos Olímpicos      | Juegos Olímpicos  | Juegos Olímpicos |
| Año                | Lugar                 | Medalla           | Categoría        |
| ------------------ | --------------------- | ----------------- | ---------------- |
| 2008               | Pekín (China)         | Medalla de bronce | 48 kg            |
| 2012               | Londres (Reino Unido) | Medalla de bronce | 49 kg            |
| Campeonato Europeo |                       |                   |                  |
| Año                | Lugar                 | Medalla           | Categoría        |
| 2010               | Moscú (Rusia)         | Medalla de oro    | 48 kg            |
| 2013               | Minsk (Bielorrusia)   | Medalla de plata  | 49 kg            |